# Parting Gift
Parting Gift è un singolo della cantautrice statunitense Fiona Apple, pubblicato nel 2005 ed estratto dal suo terzo album Extraordinary Machine.

## Tracce
- Download digitale

1. Parting Gift – 3:34